# BMX-Rennsport-Weltmeisterschaften/BMX-Rennen der Männer
Das BMX-Rennen der Männer ist ein Wettbewerb bei den BMX-Rennsport-Weltmeisterschaften. Es wird mit 20-Zoll-Rädern ausgetragen.
In seiner jetzigen Form besteht der Wettbewerb seit 1996, als die Organisation der Weltmeisterschaften in die alleinige Verantwortung des Radsport-Weltverbands UCI überging. In der zuvor von der International BMX Federation (I.BMX.F) verantworteten Veranstaltung gab es mehrere Kategorien für erwachsene Männer, die im Laufe der Zeit wechselten, wie Pro 20″, Superclass 20″ oder Seniors 18+. Mit der Übernahme durch die UCI wurden die in anderen Radsport-Disziplinen üblichen Kategorien eingeführt. Im Erwachsenenbereich war dies die Elite, die im BMX-Rennsport ab 19 Jahren begann. Seit 2022 gibt es zusätzlich ein Rennen für die Männer U23.

## Palmarès
| Jahr | Austragungsort                        | Gold                                  | Silber                                | Bronze                                |
| ---- | ------------------------------------- | ------------------------------------- | ------------------------------------- | ------------------------------------- |
| 1996 | Brighton                              | Dale Holmes                           | Randy Stumpfhauser                    | Florent Boutte                        |
| 1997 | Saskatoon                             | John Purse                            | Greg Romero                           | Matt Hadan                            |
| 1998 | Melbourne                             | Thomas Allier                         | Andy Contes                           | Dylan Clayton                         |
| 1999 | Vallet                                | Robert de Wilde                       | Christophe Lévêque                    | Mario Andrés Soto                     |
| 2000 | Córdoba                               | Thomas Allier                         | Christophe Lévêque                    | Dale Holmes                           |
| 2001 | Louisville                            | Dale Holmes                           | Ivo Lakučs                            | Randy Stumpfhauser                    |
| 2002 | Paulínia                              | Kyle Bennett                          | Randy Stumpfhauser                    | Wade Bootes                           |
| 2003 | Perth                                 | Kyle Bennett                          | Randy Stumpfhauser                    | Robert de Wilde                       |
| 2004 | Valkenswaard                          | Warwick Stevenson                     | Cristian Becerine                     | Bubba Harris                          |
| 2005 | Paris                                 | Bubba Harris                          | Mike Day                              | Robert de Wilde                       |
| 2006 | São Paulo                             | Javier Colombo                        | Randy Stumpfhauser                    | Mike Day                              |
| 2007 | Victoria                              | Kyle Bennett                          | Khalen Young                          | Randy Stumpfhauser                    |
| 2008 | Taiyuan                               | Māris Štrombergs                      | Steven Cisar                          | Sifiso Nhlapo                         |
| 2009 | Adelaide                              | Donny Robinson                        | Mike Day                              | Ramiro Marino                         |
| 2010 | Pietermaritzburg                      | Māris Štrombergs                      | Sifiso Nhlapo                         | Joris Daudet                          |
| 2011 | Kopenhagen                            | Joris Daudet                          | Māris Štrombergs                      | Marc Willers                          |
| 2012 | Birmingham                            | Sam Willoughby                        | Joris Daudet                          | Moana Moo-Caille                      |
| 2013 | Auckland                              | Liam Phillips                         | Marc Willers                          | Luis Brethauer                        |
| 2014 | Rotterdam                             | Sam Willoughby                        | Tory Nyhaug                           | Tre Whyte                             |
| 2015 | Heusden-Zolder                        | Niek Kimmann                          | Jelle van Gorkom                      | David Graf                            |
| 2016 | Medellín                              | Joris Daudet                          | Niek Kimmann                          | Nicholas Long                         |
| 2017 | Rock Hill                             | Corben Sharrah                        | Sylvain André                         | Joris Daudet                          |
| 2018 | Baku                                  | Sylvain André                         | Joris Daudet                          | Anderson Ezequiel                     |
| 2019 | Heusden-Zolder                        | Twan van Gendt                        | Niek Kimmann                          | Sylvain André                         |
| 2020 | nicht ausgetragen (COVID-19-Pandemie) | nicht ausgetragen (COVID-19-Pandemie) | nicht ausgetragen (COVID-19-Pandemie) | nicht ausgetragen (COVID-19-Pandemie) |
| 2021 | Papendal                              | Niek Kimmann                          | Sylvain André                         | David Graf                            |
| 2022 | Nantes                                | Simon Marquart                        | Kye Whyte                             | Joris Daudet                          |
| 2023 | Glasgow                               | Romain Mahieu                         | Arthur Pilard                         | Joris Daudet                          |
| 2024 | Rock Hill                             | Joris Daudet                          | Niek Kimmann                          | Sylvain André                         |
| 2025 | Kopenhagen                            | Arthur Pilard                         | Izaac Kennedy                         | Eddy Clerté                           |

## Medaillenspiegel
| Platz  | Land               | Gold | Silber | Bronze | Gesamt |
| ------ | ------------------ | ---- | ------ | ------ | ------ |
| 1      | Frankreich         | 8    | 7      | 9      | 24     |
| 2      | Vereinigte Staaten | 7    | 9      | 6      | 22     |
| 3      | Niederlande        | 4    | 4      | 2      | 10     |
| 4      | Australien         | 3    | 2      | 1      | 6      |
| 5      | Großbritannien     | 3    | 1      | 3      | 7      |
| 6      | Lettland           | 2    | 2      | 0      | 4      |
| 7      | Argentinien        | 1    | 1      | 1      | 3      |
| 8      | Schweiz            | 1    | 0      | 2      | 3      |
| 9      | Neuseeland         | 0    | 1      | 1      | 2      |
| 9      | Südafrika          | 0    | 1      | 1      | 2      |
| 11     | Kanada             | 0    | 1      | 0      | 1      |
| 12     | Brasilien          | 0    | 0      | 1      | 1      |
| 12     | Deutschland        | 0    | 0      | 1      | 1      |
| 12     | Kolumbien          | 0    | 0      | 1      | 1      |
| Gesamt | Gesamt             | 29   | 29     | 29     | 87     |